# Liste des guerres du Luxembourg
Cette liste regroupe les guerres et conflits ayant vu la participation du Luxembourg. Voici une légende facilitant la lecture de l'issue des guerres ci-dessous :
- Victoire luxembourgeoise
- Défaite luxembourgeoise
- Autre résultat (par exemple un traité ou une paix sans un résultat clair, un statu quo ante bellum, un résultat inconnu ou indécis)
- Conflit en cours

## Grand-Duché de Luxembourg
| Début              | Fin              | Nom du conflit          | Belligérants | Belligérants | Lieu | Issue                                                    |
| Début              | Fin              | Nom du conflit          | Alliés (y compris le Luxembourg) | Ennemis | Lieu | Issue                                                    |
| ------------------ | ---------------- | ----------------------- | --- | --- | --- | -------------------------------------------------------- |
| 1er septembre 1939 | 2 septembre 1945 | Seconde Guerre mondiale | Alliés : France Royaume-Uni Union soviétique République de Chine États-Unis Pologne Royaume des Pays-Bas Royaume de Belgique Luxembourg Royaume de Grèce Royaume de Danemark (en 1940) Royaume de Norvège (en 1940) Royaume de Yougoslavie (en 1941) Népal Union d'Afrique du Sud Canada (depuis le 10 septembre 1939) Australie Nouvelle-Zélande Panama (depuis 1941) Costa Rica (depuis 1941) République dominicaine (depuis 1941) Haïti (depuis le 8 décembre 1941) Honduras (depuis 1941) Nicaragua (depuis 1941) Guatemala (depuis 1941) Tchécoslovaquie (depuis 1941) Pérou (depuis 1942) Mexique (depuis 1942) Bolivie (depuis 1943) Iran (depuis 1943) Royaume d'Italie (depuis 1943) Colombie (depuis 1943) Liberia (depuis 1944) Royaume de Roumanie (depuis 1944) Royaume de Bulgarie (depuis 1944) Saint-Marin (depuis septembre 1944) Royaume de Hongrie (depuis le 20 janvier 1945) Équateur (depuis le 2 février 1945) Paraguay (depuis le 7 février 1945) Uruguay (depuis le 15 février 1945) Venezuela (depuis le 15 février 1945) Turquie (depuis le 23 février 1945) Syrie (depuis le 26 février 1945) Argentine (depuis le 27 mars 1945) Chili (depuis le 11 avril 1945) | Axe : Reich allemand Empire du Japon Royaume d'Italie (jusqu'en 1943) Royaume albanais (jusqu'en 1944) État français (de 1940 à 1944) Royaume de Hongrie (de 1940 à 1944) puis Gouvernement d'unité national de Hongrie (de 1944 à 1945) Royaume de Roumanie (de 1940 à 1944) Royaume de Bulgarie (de 1941 à 1944) Finlande État indépendant de Croatie État grec (de 1941 à 1944) Thaïlande République slovaque Gouvernement national norvégien Gouvernement de salut national de Serbie Mandchoukouo Mengjiang Gouvernement national réorganisé de la République de Chine République des Philippines Empire du Vietnam Royaume du Cambodge Gouvernement provisoire de l'Inde libre État de Birmanie | Europe, Océan Pacifique, Asie, Moyen-Orient, Mer Méditerranée, Océan Atlantique, Afrique, Océanie, Océan Indien, Amérique du Nord | Victoire des Alliés Conférence de San Francisco          |
| 25 juin 1950       | 27 juillet 1953  | Guerre de Corée         | Australie Belgique Canada Colombie Corée du Sud États-Unis Éthiopie France Grèce Luxembourg Pays-Bas Nouvelle-Zélande Philippines Thaïlande Turquie Royaume-Uni Afrique du Sud | Corée du Nord Union soviétique Chine | Corée | Armistice de Panmunjeom                                  |
| 6 mars 1998        | 10 juin 1999     | Guerre du Kosovo        | Armée de libération du Kosovo OTAN : Allemagne Belgique Canada Espagne États-Unis République tchèque Danemark France Italie Luxembourg Norvège Pays-Bas Portugal Royaume-Uni Turquie | RF Yougoslavie | Kosovo | Résolution 1244 du Conseil de sécurité des Nations unies |